# Tue-moi vite, j'ai froid
Pour plus de détails, voir Fiche technique et Distribution.
Tue-moi vite, j'ai froid (Fai in fretta ad uccidermi... ho freddo!) est un film italien réalisé par Francesco Maselli, sorti en 1967.

## Fiche technique
- Titre original : Fai in fretta ad uccidermi... ho freddo!
- Titre français : Tue-moi vite, j'ai froid
- Réalisation : Francesco Maselli
- Scénario : Francesco Maselli, Andrea Barbato, Ennio De Concini et Biagio Proietti
- Photographie : Alfio Contini
- Musique : Gianni Marchetti
- Pays d'origine : Italie
- Genre : policier
- Date de sortie : 1967

## Distribution
- Monica Vitti : Giovanna
- Jean Sorel : Franco
- Roberto Bisacco : Sergio
- Daniela Surina : Christina
- Gianni Solaro